# Banksia dentata
Banksia dentata är en tvåhjärtbladig växtart som beskrevs av Carl von Linné d.y.. Banksia dentata ingår i släktet Banksia och familjen Proteaceae. Inga underarter finns listade i Catalogue of Life.